# Régis Huiban
Régis Huiban, né le 29 septembre 1974 à Villeneuve-Saint-Georges (Val-de-Marne), est un musicien et compositeur breton. Il a intégré l’accordéon chromatique et son swing à la musique traditionnelle bretonne, développant ainsi la présence de l'accordéon en Bretagne.

## Biographie

### Apprentissage de la musique
Régis Huiban commence son apprentissage de la musique à l’âge de six ans à la fanfare du Faouët. Trois ans plus tard, il s’initie à l’accordéon chromatique et suit des cours d’accordéon de 1983 à 1990, à l’école de musique de Quimperlé. Il apprend a aimer la musique de bal par Jo Jégado. Il complète sa formation par des cours de piano. En solo, en duo (notamment avec son frère, lui aussi accordéoniste), ou en petits groupes issus de l’école de musique, Régis Huiban est très souvent sur scène. Régis Huiban enrichi son répertoire de musique traditionnelle en accompagnant à l’accordéon les cours de danses bretonnes au Faouët.
Au lycée, il découvre la musique bretonne, puis le répertoire chanté et sonné avec le talabarder Josick Allot. En 1990, il y rencontre Julien Le Mentec, qui joue de la bombarde et de la batterie. Avec trois autres musiciens, ils forment le groupe de fest-noz Tan Ba'n Ti. Jusqu’en 1994, les festoù-noz s’enchaînent et le groupe remporte le Grand Prix du Kan ar Bobl à Pontivy. Effectuant en parallèle une formation musicale à l’E.D.M. de Quimperlé, il décide d’arrêter les études pour se consacrer à sa carrière. Il poursuit cependant son apprentissage de la musique bretonne, en suivant les cours de bombarde et ateliers de musique traditionnelle de l’E.N.M. de Lorient pendant deux ans, puis s’occupe de la direction musicale du bagad du Faouët, de 1995 à 1997. Le groupe Tan Ba'n Ti fait peau neuve en 1995 ; l’arrivée de Fred Miossec au biniou est déterminante. Juste après la sortie du premier album du groupe, Régis et Fred sonnent en couple bombarde-biniou, dans les concours ou pour le cercle celtique du Croisty (1997-1999) et autres rendez-vous traditionnels.

### L'univers jazz et la musique bretonne

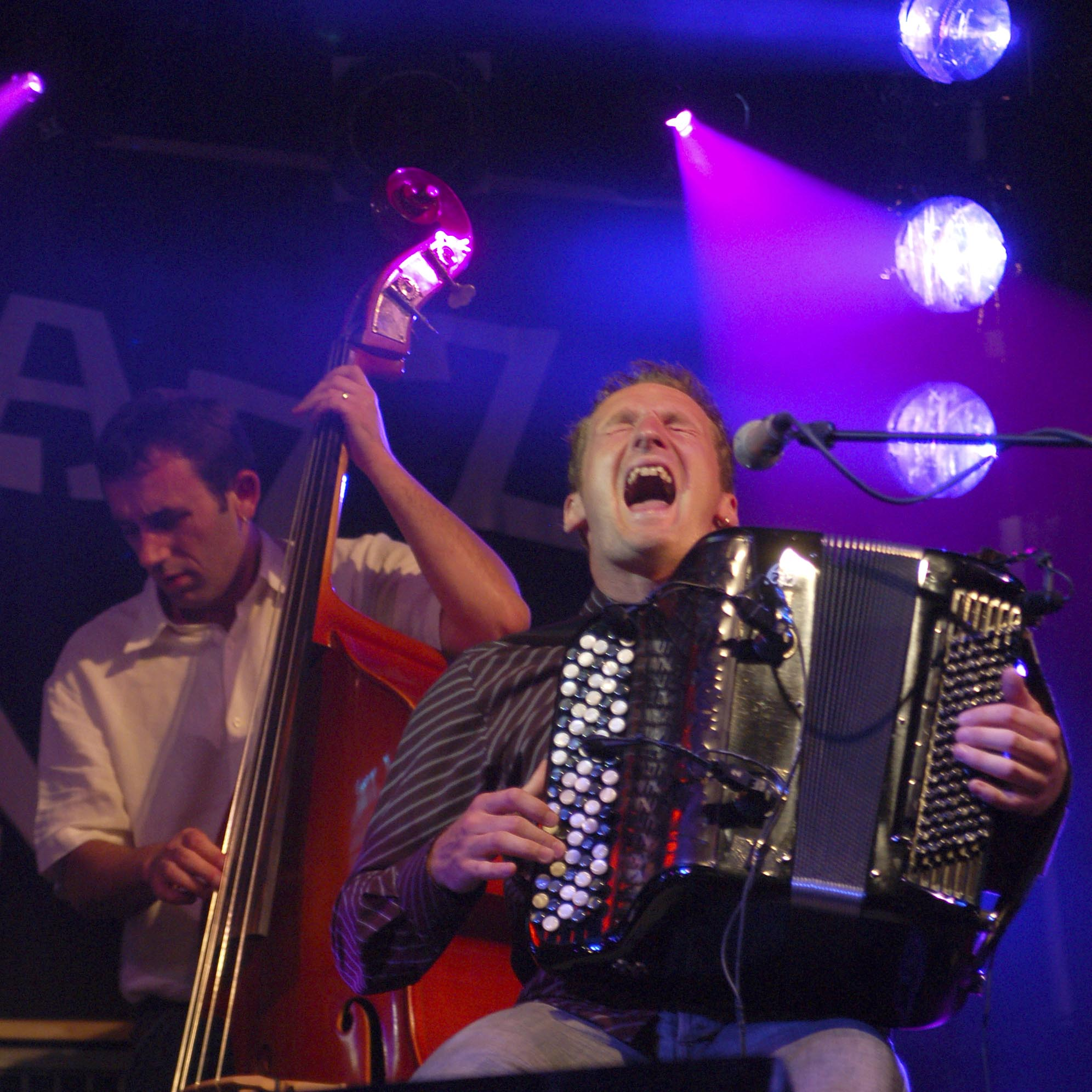
Concert au Festival Jazz en Ré à l'Île de Ré en août 2006.

Il souhaite ensuite s'ouvrir à de nouveaux projets. À partie de 1997, il participe aux deux projets jazz du multi-instrumentiste breton Roland Becker, le quintet de music-hall breton M. Kerbec et ses Belouzes et le duo burlesque Kof a Kof. Il découvre l’improvisation musicale et différentes formules de prestations, des concerts aux spectacles de rues. En 1999, Tan Ba'n Ti se recompose autour du chant de Nolùen Le Buhé et intègre le guitariste de jazz Philippe Gloaguen dans le but de proposer aussi bien des formules concert et fest-noz. Régis Huiban s’oriente résolument vers le jazz, en allant plus loin dans l'harmonisation et l'improvisation. Avec Kof a Kof, il monte plusieurs spectacles où se marient jazz et traditionnel (Le Cabaret Breton en 2000 et Au Café Breton en 2002) et se produit en duo avec Nolùen Le Buhé. Régis Huiban enregistre plusieurs albums.
Il s'initie aux musiques improvisées à l'Ecole de création musicale à Rennes, dirigée par Eric Le Lann, en 2001, ainsi qu'à l'école Arpej de Paris en 2003. Fin 2002, Régis Huiban crée son quatuor avec Philippe Gloaguen (guitare), Julien Le Mentec (contrebasse) et Loïc Larnicol (batterie). Il propose sur scène des compositions inspirées de fragments d’airs traditionnels bretons.
Après avoir quitté le groupe Tan Ba'n Ti en 2005, Régis garde un pied dans le fest-noz, en solo, en duo avec Roland Becker et surtout dans le trio Wipidoup avec Gildas Le Buhé et Pierrick Tardivel. Il a aussi accompagné Les Sœurs Bervas de 2004 à 2008 (chanson française) et Nolùen Le Buhé avec la création Koad Glaz de 2004 à 2005. Certains groupes de fest-noz font régulièrement appel à lui pour quelques remplacements (Yao, Filifala, Karma, Roll ma Yar, Termajik, Darhaou, etc.). Fin 2008, il intègre le groupe Skolvan. Entre 2009 et 2011, trois créations ont vu le jour : Le père Tire-Bras (spectacle d’illustration), Piotr (théâtre musical), Et dans le vent, mon cœur se dénoua (spectacle poétique).
En 2017, il se produit avec le trio SouffleS 3 aux côtés de Michel Haumont (compositions, clarinette) et de Youn Kamm (trompette, tuba).

### L'héritage à l'honneur

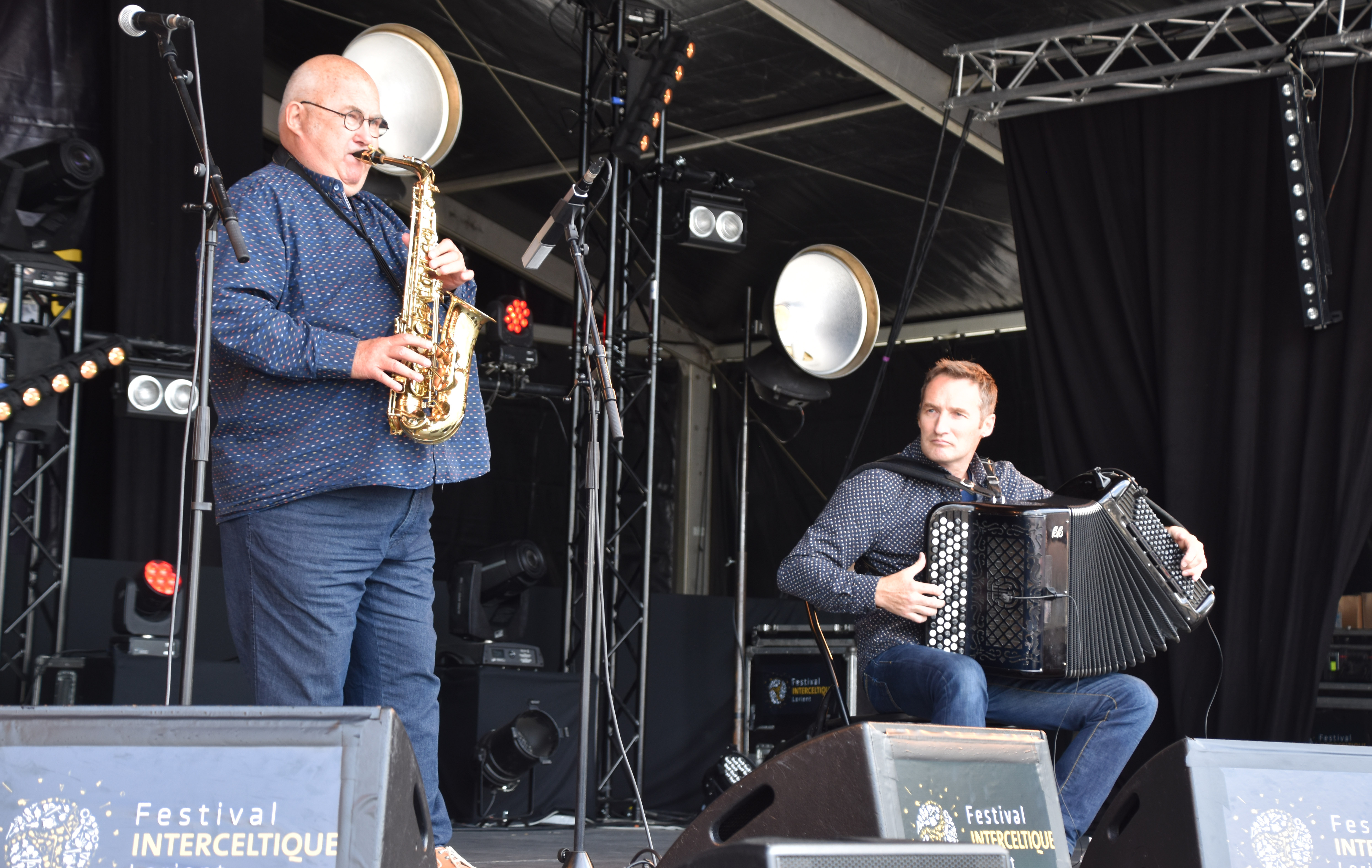
En concert au FIL de Lorient le 9 août 2021, avec Roland Becker

Avec son Quartet, Régis Huiban a composé et enregistré trois albums-concepts qui forment un triptyque. Ils rendent hommage aux « passeurs de mémoires », qu’ils soient chanteurs, sonneurs, conteurs ou raconteurs. Le premier album, Sans-sommeil (2005), avec Swingavotte, rend hommage à Yves Menez, figure emblématique de l’accordéon chromatique des années 1930 en Bretagne. Le deuxième, 1732 (2009), évoque l’histoire du jeune Louis Le Ravallec, retrouvé assassiné dans une rivière près du Faouët en avril 1732. On y parle aussi du sonneur des Halles, Jean-Marie Le Breton, infatigable musicien qui vendait autrefois ses chansons sur feuilles volantes. Le Train Birinik (du nom des coquillages nommés aussi « brénics », aussi appelé Tren bihan ou « transbigouden ») était un petit train qui parcourait le pays Bigouden de 1907 à 1946. Les sept compositions de l’album sorti en 2013 reprennent donc les villes dans lesquelles s’arrêtait le train aux gares ; « autant d'escales parsemées de brides de thèmes traditionnels, comme cette gavotte à la manière d'Yves Ménez, ou cette ritournelle bigoudène posée sur le rail quand ce n'est pas Beethoven qui rejoint le convoi avec son "Hymne à la joie" ! ».
En avril 2015, l'album Mille boutons est une étendue de quelques danses de Basse-Bretagne, de jeux et styles d'accordéonistes qui ont marqué l'histoire de la musique bretonne. Il s'agit d'une réinterprétation d'airs joués « à la façon de », principalement des gavottes mais aussi des laridés du pays vannetais qu'il connait depuis son enfance. Cet album a nécessité un travail de recherche, de collectage, permettant de transmettre à son tour un répertoire, avec un côté pédagogique.

## Discographie
- 2009 : Danses du pays Pourlet
- 2015 : Mille boutons

### Régis Huiban Quartet
- 2005 : Sans-sommeil (Avel Ouest / Coop Breizh), grand prix du disque Produit en Bretagne 2006
- 2009 : 1732 (Avel Ouest / Coop Breizh)
- 2013 : Le Train Birinik (Bemol Productions)

### Tan Ba’n Ti
- 1996 : Tomm Ruz (Ar Vilin / L'Autre Distribution)
- 2002 : Dilhad Sul (Ar Vilin Produkcion / L'Autre Distribution)

### Avec Roland Becker
- 2002 : Au Café Breton - Kof a Kof
- 2004 : Mr Kerbec et ses Belouzes

### Wipidoup
- 2009 : L’opium du danseur
- 2010 : L’appel à la transe
- 2012 : Kailh a gorrion

### Autres enregistrements
- 1995 : Fest Deiz Accordéons (Arfolk / Coop Breizh)
- 2007 : Top Sugar - Les Sœurs Bervas
- 2010 : C’hoari Pevar - Skolvan